# Veniamin But
Veniamin But, född den 1 augusti 1961 i Leningrad i Ryska SFSR, Sovjetunionen, är en sovjetisk roddare.
Han tog OS-silver i åtta med styrman i samband med de olympiska roddtävlingarna 1988 i Seoul.